# Port William (îles Malouines)
Pour les articles homonymes, voir Port William et Choiseul.
Port William (en français : Baye Choiseul, en espagnol : Puerto Groussac) est une grande baie sur la côte est de Malouine orientale, l'une de deux principales îles des îles Malouines. Un détroit appelé « the Narrows » mène à Stanley Harbour.
Port William possède en son sein, plusieurs baie plus petites, parmi lesquelles Gypsy Cove et Yorke Bay, dont la beauté des lieux est reconnue, Hearnden Water, qui est l'estuaire de la Murrell River, Weir Creek, Blanco Bay et Sparrow Cove. L'île Kidney se trouve au nord de Port William.
La péninsule sur laquelle se trouvent Canopus Hill, l'aéroport de Port Stanley et Gypsy Cove, ainsi qu'une langue de terre étroite connu sous le nom de Pointe Navy, séparent Port William de Stanley Harbour. En tant que telle, il s'agit de la voie maritime la plus fréquentée des îles Malouines, elle est fréquemment visitée par des navires de croisière, des cargos et des bâtiments de la Royal Navy, bien que ce trafic ait diminué depuis la construction de deux aéroports à RAF Mount Pleasant et l'aéroport de Port Stanley.
La baie a été élargie à la suite de l'action glaciaire. Elle est fortement minée pendant la guerre des Malouines.

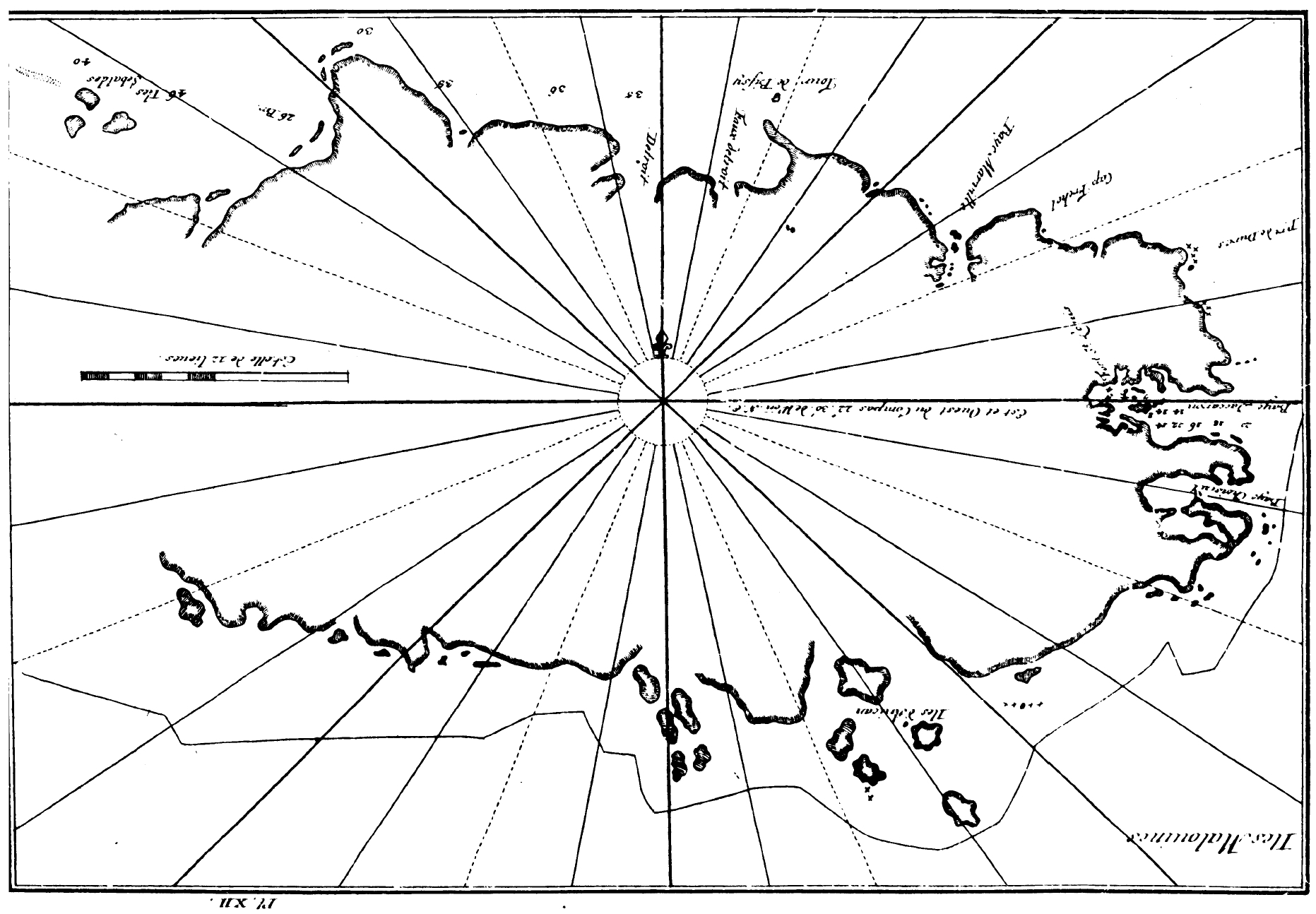
Early mapping of Port William (Dom Pernety, 1769)
Carte des îles Malouines montrant Port William.
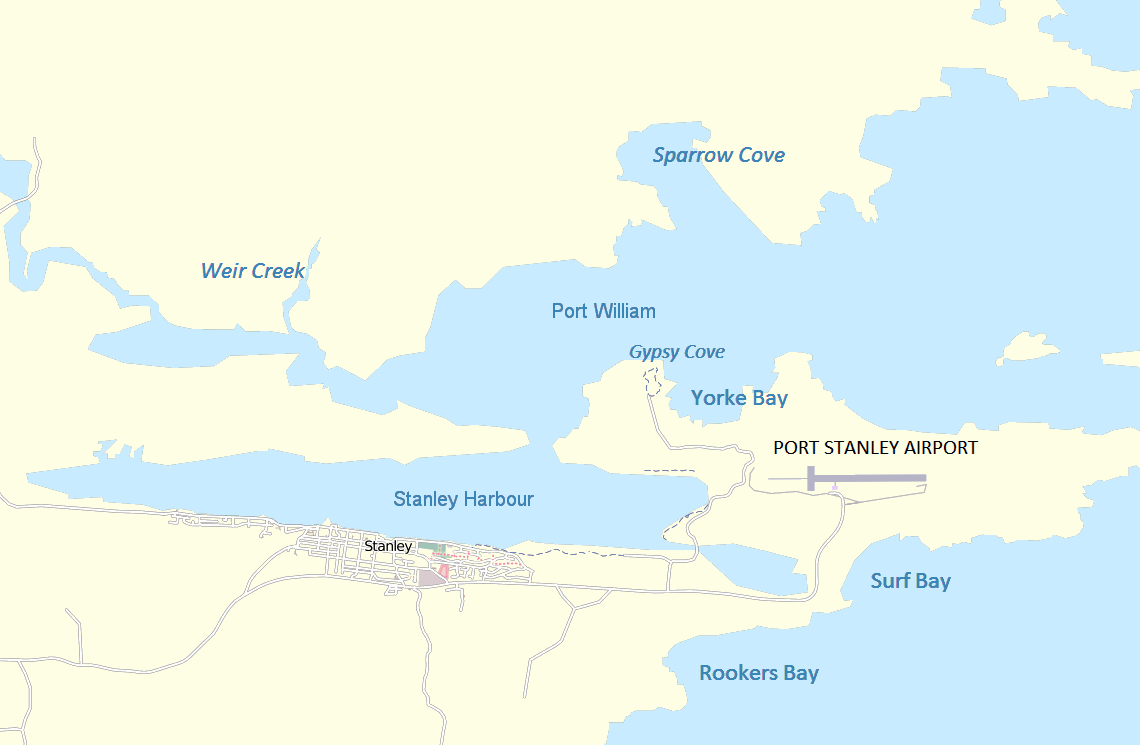

## Nouveau port en eaux profondes
A une réunion du Conseil exécutif des îles Malouines (ExCo) du 24 octobre 2012, les membres de l'Assemblée législative des îles Malouines (MLAs) informent les représentants du gouvernement des îles Malouines (en) (FIG) de procéder à une étude chiffrée pour la construction d'un nouveau port en eau profonde et des infrastructures associées à Port William.